# André Merlin (tennis)
Pour les articles homonymes, voir André Merlin et Merlin.
André Merlin, né le 15 novembre 1911 à Brazzaville alors en Afrique-Équatoriale française et mort le 5 septembre 1960 à Paris,, est un joueur de tennis français.

## Biographie
André Merlin a vécu en Indochine où son père, Martial Merlin, était Gouverneur général. Son enfance est partiellement décrite dans Le Fils du consul de Lucien Bodard. Il était surnommé « le basset » en raison de sa petite taille.
Il est l'un des premiers joueurs à porter une chemise créée par René Lacoste.
Agent commercial de profession, André Merlin a eu une vie assez agitée marquée par une dépendance à la boisson et une tentative de suicide. Il meurt en 1960 à l'âge 48 ans à l'hôpital Bichat. Il résidait alors rue de Vintimille (9e).

## Carrière sportive
André Merlin gagne la troisième édition des Internationaux d'Italie en 1932 contre Pat Hughes.
René Lacoste, devenu capitaine de l'équipe de France de Coupe Davis, le choisit à la surprise générale pour le remplacer comme second joueur de simple pour affronter les Anglais en finale en 1933 aux côtés d'Henri Cochet, Jean Borotra et Jacques Brugnon. Joueur accrocheur et combatif mais sans grande référence jusque-là, il perd sèchement son premier match contre Bunny Austin (6-3, 6-4, 6-0), engendrant des critiques sur la pertinence de sa sélection. Lors du cinquième et dernier match décisif face à Fred Perry, particulièrement offensif, il parvient à mener un set à zéro et obtient même deux balles de set dans le second. Il s'incline finalement en quatre sets (4-6, 8-6, 6-2, 7-5), mettant ainsi fin à la domination des Quatre Mousquetaires sur l'épreuve pendant six ans et annonçant le début de la domination du grand Perry.
Sélectionné l'année suivante, il réalise l'exploit de battre lors du troisième tour le no 1 mondial australien Jack Crawford, tenant du tournoi de Roland-Garros et de Wimbledon, lors du second simple (4-6, 6-4, 6-4, 6-2). Il bat également Vivian McGrath dans le dernier match qui était sans enjeu. Il retrouve Crawford en 1935 mais s'incline cette fois-ci. Il jouera un total de dix matchs en Coupe Davis avec un bilan de six victoires pour quatre défaites.

## Palmarès
- Internationaux d'Italie 1932
- Dinard 1930 et 1931
- Deauville 1933
- Championnat international de Paris 1936
- Champion de France sur courts couverts en double avec Marcel Bernard en 1932 et en simple en 1934